# Wolfgang Hartmann (Skispringer)
Wolfgang Hartmann (* 19. Dezember 1959 in Garmisch-Partenkirchen) ist ein ehemaliger deutscher Skispringer und heutiger Skisprungtrainer und Sportevent-Manager.
Hartmann begann bereits im Alter von neun Jahren mit dem Skispringen beim SC Partenkirchen. Am 1. Januar 1983 sprang er das erste und einzige Mal im Skisprung-Weltcup und wurde von der Großschanze in seiner Heimat Garmisch-Partenkirchen 84. Bereits nach diesem Springen zog er sich aus dem internationalen Skisprung-Geschäft zurück und bestritt noch ein Jahr lang Springen auf nationaler Ebene.
Hartmann wurde nach seiner Springerkarriere zunächst für neun Jahre Trainer der Nachwuchsspringer beim SC Partenkirchen. Er erwarb dort die C-, B- und A-Lizenz. Von 1999 bis 2001 studierte er an der Universität zu Köln und schloss sein Studium als Diplom-Trainer ab. Von 2006 bis 2011 war Hartmann Chef-Trainer des schwedischen Nationalteams. Von 2011 bis Oktober 2012 war er mitverantwortlich für den Damen-Weltcup als Race Controller.
Seit November 2012 ist Wolfgang Hartmann Cheftrainer der südkoreanischen Nationalmannschaft und soll diese für die Olympischen Winterspiele 2018 im südkoreanischen Pyeongchang vorbereiten.
Als ein von ihm entwickeltes Trainingskonzept bietet er Sport, Training und Erholung in den Alpen an außergewöhnlichen Orten an. So trainiert Wolfgang Hartmann mit jedermann unter anderem auf 2000 Meter oder auf der Olympia-Schanze in Garmisch-Partenkirchen.